# Diocèse de Saratov
Le diocèse catholique de Saratov ou plus précisément le diocèse de Saint-Clément à Saratov (Dioecesis Saratoviensis Sancti Clementis) est un diocèse catholique de rite latin du sud de la Russie, suffragant de l'archidiocèse de Moscou. Il a son siège à la cathédrale Saint-Pierre-et-Saint-Paul de Saratov.

## Historique
Le diocèse a été érigé canoniquement le 11 février 2002 par la lettre apostolique Meridionalem Russiae de Jean-Paul II recevant son territoire du vicariat apostolique du sud de la Russie et du diocèse de Tiraspol. L'évêque actuel est Clemens Pickel, d'origine allemande.
Le diocèse est reconnu par l'État de la fédération de Russie en 2004, comme association de fidèles et reçoit le droit d'inviter des invités étrangers et de construire des édifices religieux.

## Statistiques
D'après l'annuaire pontifical de 2009:
- Superficie: 1 400 000 km2 pour 45 millions d'habitants
- Paroisses: 52
- Nombre de baptisés: 21 000
- Prêtres diocésains: 19
- Prêtres réguliers: 30
- Religieux: 37
- Religieuses: 70

## Quelques paroisses
- Église de l'Annonciation de Blagovechtchenka
- Église Saint-Liboire de Krasnodar consacrée en 1999
- Église du Christ-Roi de Marx, paroisse reconstituée en 1991
- Église Notre-Dame-de-l'Assomption de Novotcherkassk construite en 1906
- Église de la Transfiguration de Piatigorsk consacrée en 1844
- Église de la Cène de Rostov-sur-le-Don consacrée en 2004
- Église de l'Exaltation-de-la-Sainte-Croix de Tambov administrée par les verbistes